# Era Armênia
Era Armênia, em cronologia, é uma era utilizada por historiadores armênios. O ano 1 da Era Armênia se inicia no ano 551/552 do calendário juliano. A época da Era Armênia é o dia 9 de julho de 552. Os anos desta era são compostos por meses de trinta dias, seguidos de cinco dias.
A primeira vez que a Era Armênia foi utilizada foi na História de Leôncio, historiador do século VIII que descreveu o período em que o país foi dominado pelos árabes. Leôncio, porém, erra quando data um evento na Era Armênia: o evento em questão é o martírio de Isaque I e Amazaspes I, ocorrido durante o reinado do califa Alhadi (r. 785–786), no ano 233 da Era Armênia, correspondendo a 784 d.C.; a data correta do martírio é 5 de janeiro de 785.